# Beyond the Blazing Horizon
Beyond the Blazing Horizon – pierwszy minialbum polskiej grupy muzycznej Crionics. Wydawnictwo ukazało się w lutym 2000 roku nakładem wytwórni muzycznej Demonic Records. Płyta została wydana również przez sama zespół wraz z utworami pochodzącymi z debiutanckiego dema Demo '98. Utwory 1-7 zostały zarejestrowane w Betasound Studio pomiędzy grudniem 1998 a styczniem 2000 roku. Z kolei utwory 7-10 zostały nagrane w Alwernia Studio w grudniu 1998 roku.

## Lista utworów
Źródło.
1. "Thus the Stars Were Falling (Intro)" (muz. Waran, Carol) - 01:07
2. "Episode of the Falling Star" (sł. Waran, muz. Waran) - 04:40
3. "Fireland" (sł. Marcotic, muz. Waran) - 03:36
4. "Waterfalls of Darkness" (sł. Waran, muz. Waran, Vac-v) - 03:48
5. "There Was Neither Ground Nor Firmament (Precipice Gaped)" (sł. Carol, muz. Waran, Bielmo) - 04:15
6. "Beyond the Blazing Horizon (Outro)" (muz. Waran) - 01:56

Demo '98
1. "Mystic Past" (sł. Carol, muz. Waran, Yanuary) - 4:12
2. "Pagan Strength" (sł. Carol, muz. Waran) - 4:01
3. "Black Warriors" (sł. Carol, muz. Waran, Yanuary) - 5:28
4. "I Am The Black Wizards" (cover Emperor) - 5:10

## Twórcy
Źródło.
- Michał "Waran" Skotniczy – gitara rytmiczna, gitara prowadząca, śpiew, keyboard (utwory 1-6)
- Bartosz "Bielmo" Bielewicz – gitara rytmiczna, gitara prowadząca, inżynieria dźwięku, miksowanie, mastering (utwory 1-6)
- Dariusz "Yanuary" Styczeń – gitara rytmiczna, gitara prowadząca (utwory 7-10)
- Marek "Marcotic" Kowalski – gitara basowa
- Maciej "Carol" Zięba – perkusja, keyboard (utwory 7-10)
- Wacław "Vac-v" Borowiec – keyboard (utwory 1-6)
- G. Sznyterman – inżynieria dźwięku (utwory 1-10), miksowanie i mastering (utwory 7-10)